# Gran Premio Valencia
Gran Premio Valencia (officielt Clàssica Comunitat Valenciana 1969 - Gran Premio Valencia, tidligere Trofeo Luis Puig) er et endagsløb i regionen Valencia, Spanien. Det er blevet afholdt årligt (undtagen i 1980) fra den første udgave i 1969 til 2005, i hvilket år det blev forfremmet til at være et 1.1-løb på UCI Europe Tour. Det blev ikke kørt derefter, men blev genoptaget under navnet Clàssica Comunitat Valenciana 1969 i 2021, som åbningsløb for det års UCI Europe Tour som et 1.2-løb. Fra 2023 var det igen et 1.1-løb.

## Vindere
| År                                                        | Vinder                 | Toer                          | Treer                  |
| --------------------------------------------------------- | ---------------------- | ----------------------------- | ---------------------- |
| Gran Premio Valencia                                      |                        |                               |                        |
| 1969                                                      | Carlos Echeverría      | Joge Marine                   | Gregorio San Miguel    |
| 1970                                                      | Ramón Sáez             | Manuel Galera                 | Carlos Echeverría      |
| 1971                                                      | Frans Verhaegen        | Domingo Perurena              | Peter Kisner           |
| 1972                                                      | Eric Leman             | Domingo Perurena              | Miguel María Lasa      |
| 1973                                                      | Gustave Van Roosbroeck | Domingo Perurena              | Andrés Oliva           |
| 1974                                                      | Eddy Peelman           | Francesco Moser               | Miguel María Lasa      |
| 1975                                                      | Eddy Peelman           | Wilfried Reybrouck            | Albert Hulzebosch      |
| 1976                                                      | Tomas Nistal           | Luis Alberto Ordiales         | Eddy Peelman           |
| 1977                                                      | Domingo Perurena       | Klaus-Peter Thaler            | José Luis Viejo        |
| 1978                                                      | Javier Elorriaga       | Domingo Perurena              | Jürgen Kraft           |
| 1979                                                      | Antoine Gutierrez      | José Nazábal                  | José Luiz Mayoz        |
| 1980                                                      | ikke arrangeret        |                               |                        |
| Trofeo Luis Puig                                          |                        |                               |                        |
| 1981                                                      | Noël Dejonckheere      | Jesús Suárez Cueva            | Juan Fernández Martín  |
| 1982                                                      | Reimund Dietzen        | Erich Maechler                | Marcel Summermatter    |
| 1983                                                      | Noël Dejonckheere      | Stephan Mutter                | Ronan De Meyer         |
| 1984                                                      | Noël Dejonckheere      | Frank Hoste                   | Yvon Bertin            |
| 1985                                                      | Enrique Aja            | Faustino Rupérez              | Bruno Cornillet        |
| 1986                                                      | Bernard Hinault        | Iñaki Gastón                  | Alberto Leanizbarrutia |
| 1987                                                      | Pello Ruiz Cabestany   | Celestino Prieto              | Eduardo Chozas         |
| 1988                                                      | Acácio da Silva        | Claudio Chiappucci            | Bruno Leali            |
| 1989                                                      | Mathieu Hermans        | Eddy Planckaert               | Laurent Jalabert       |
| 1990                                                      | Tom Cordes             | Luc Roosen                    | Miguel Ángel Martínez  |
| 1991                                                      | Andreas Kappes         | Nico Verhoeven                | Roberto Pagnin         |
| 1992                                                      | Seán Kelly             | Jesper Skibby                 | Laurent Jalabert       |
| 1993                                                      | Laurent Jalabert       | Juan Carlos González Salvador | Alfonso Gutiérrez      |
| 1994                                                      | Adriano Baffi          | Laurent Jalabert              | Phil Anderson          |
| 1995                                                      | Mario Cipollini        | Giovanni Lombardi             | Fabio Baldato          |
| 1996                                                      | Peter Van Petegem      | Eddy Bouwmans                 | Bert Dietz             |
| 1997                                                      | Erik Zabel             | Endrio Leoni                  | Massimo Strazzer       |
| 1998                                                      | Andrei Tchmil          | Vjatjeslav Jekimov            | Max van Heeswijk       |
| 1999                                                      | Mario Cipollini        | Robbie McEwen                 | Giovanni Lombardi      |
| 2000                                                      | Erik Zabel             | Óscar Freire                  | Biagio Conte           |
| 2001                                                      | Erik Zabel             | Sven Teutenberg               | George Hincapie        |
| 2002                                                      | Sergej Ivanov          | Rolf Aldag                    | Erik Zabel             |
| 2003                                                      | Alessandro Petacchi    | Isaac Gálvez                  | Alejandro Valverde     |
| 2004                                                      | Óscar Freire           | Alejandro Valverde            | Josu Silloniz          |
| 2005                                                      | Alessandro Petacchi    | Isaac Gálvez                  | Óscar Freire           |
| 2006-2020                                                 | ikke arrangeret        |                               |                        |
| Clàssica Comunitat Valenciana 1969 - Gran Premio Valencia |                        |                               |                        |
| 2021                                                      |                        |                               |                        |
| 2022                                                      |                        |                               |                        |
| 2023                                                      |                        |                               |                        |
| 2024                                                      |                        |                               |                        |
| 2025                                                      |                        |                               |                        |